# ناو کلاس ماراتون
کروزر کلاس ماراتون (به انگلیسی: Marathon-class cruiser) یک کلاس از کشتی است.